# アザヤカナキセキ
『アザヤカナキセキ』は、1999年2月24日に発売されたCASCADEの9枚目のシングル。

## 解説
- アルバム「コドモZ」の先行シングル。
- CASCADE最後の8cmシングル。

## 収録曲
1. アザヤカナキセキ
作詞:TAMA、作曲:MASASHI、編曲:CASCADE・白井良明
2. ガッデム アメニモマケズ
作詞・作曲:MASASHI、編曲:CASCADE・白井良明
3. アザヤカナキセキ (Non Vocal Edit)